# Sint-Pieterskerk (Outrijve)

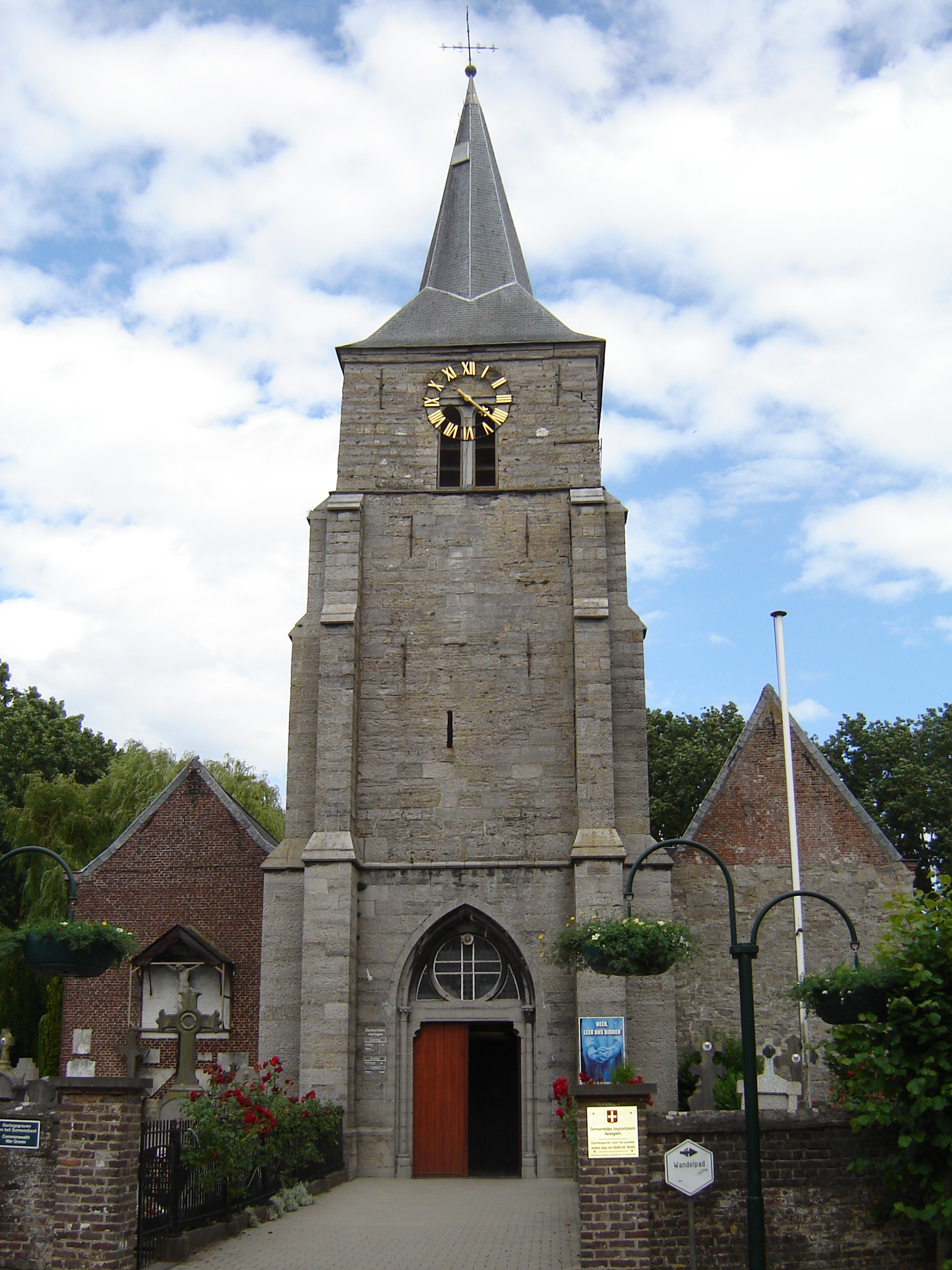
Sint-Pieterskerk

De Sint-Pieterskerk is de parochiekerk van de tot de West-Vlaamse gemeente Avelgem behorende plaats Outrijve, gelegen aan de Sint-Pietersstraat.

## Geschiedenis
In 963 zou de kerk voor het eerst vermeld zijn. Het patronaatsrecht werd geschonken aan de Sint-Pietersabdij te Gent. In de 13e eeuw zou een eenbeukig kerkje gebouwd zijn in Doornikse kalksteen, waarvan muurresten nog aanwezig zijn in het huidige gebouw. In de 14e eeuw werd de westtoren gebouwd en in de 15e eeuw volgden de twee zijkapellen.
Eind 16e eeuw werd de kerk, tijdens de godsdiensttwisten, gedeeltelijk verwoest. Hij lag immers vlak naast een vesting die door de Geuzen bezet was en waarom de Spaansgezinden vochten. In 1618 was de kerk hersteld, waarbij een zuidbeuk werd toegevoegd. Een deel van de westgevel werd met hergebruikte Doornikse kalksteen herbouwd. In 1625 werd het koor hersteld. Tijdens de Negenjarige Oorlog (1688-1697) werd de kerk geplunderd en wel in 1694.
In 1788 werd een noordbeuk toegevoegd.

## Gebouw
Het betreft een driebeukige hallenkerk die gedeeltelijk in baksteen en gedeeltelijk in natuursteen is gebouwd. De zware voorgebouwde westtoren heeft een vierkante plattegrond en is in natuursteen gebouwd. Het koor is vijfzijdig afgesloten.

## Interieur
De toren heeft vier ondersteunende kraagstenen welke de vier evangelisten voorstellen. Het kerkmeubilair is hoofdzakelijk 19e-eeuws. De preekstoel en het koorgestoelte zijn van het einde der 18e eeuw. Een Sint-Rochusbeeld is 17e-eeuws. Het Van Peteghem-orgel is van 1741. Het doopvont is 15e-eeuws.

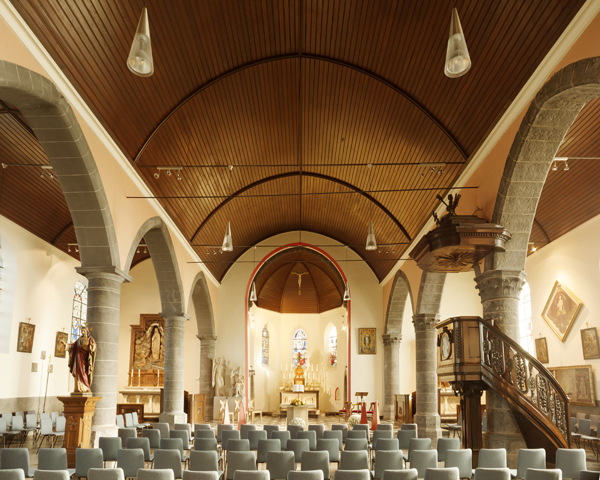
Interieur
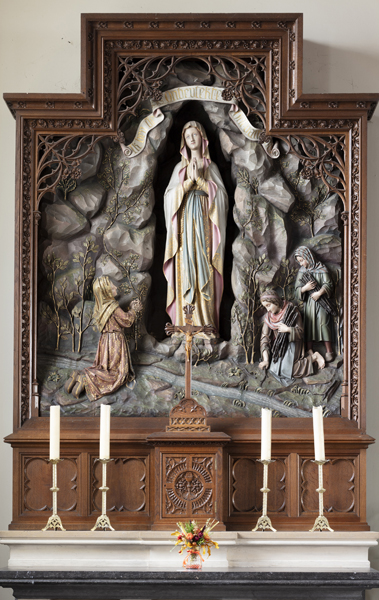
Zijaltaar, aanbidding van Maria
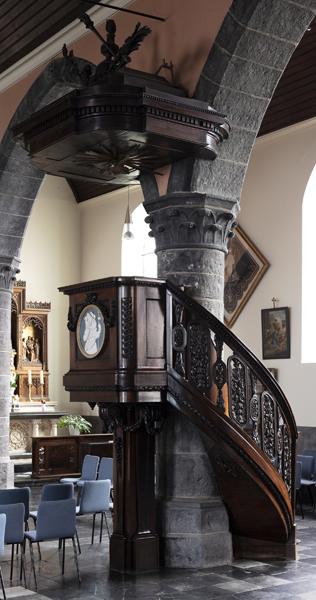
Preekstoel
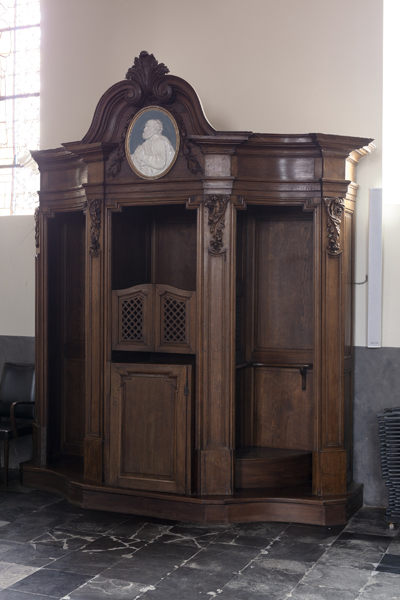
Biechtstoel
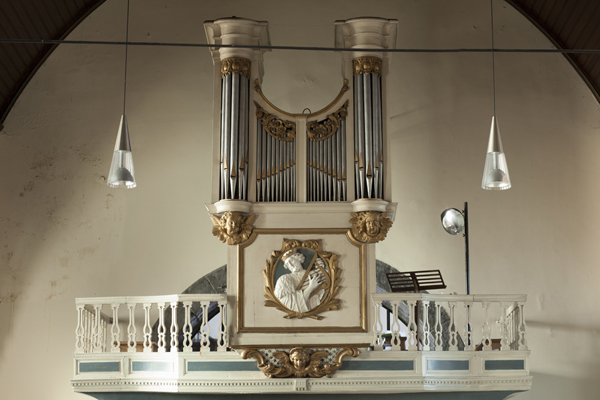
Van Peteghem Orgel